# Chiesa dell'Immacolata a Fuorigrotta
La chiesa dell'Immacolata a Fuorigrotta è un edificio di interesse storico di Napoli; è sito nel quartiere di Fuorigrotta, in via Leopardi.
Il tempio venne eretto nei primi anni del XX secolo contemporaneamente alla costruzione del rione Duca d'Aosta, adiacente alla chiesa, per venire incontro alla crescente popolazione del quartiere; infatti, all'epoca, la città era fortemente in espansione, soprattutto i suoi sobborghi che si congiungevano, a vista d'occhio, al territorio del comune di Napoli. L'area di Fuorigrotta, sebbene fosse parte integrante della città già all'epoca di Gioacchino Murat, ebbe, più di altri quartieri e sobborghi, un ingente impulso edilizio e quindi demografico che avrebbe cambiato radicalmente la sua connotazione, fino ad allora ancora rurale.
La chiesa, di gusto eclettico, presenta una facciata su due ordini: il basamento è caratterizzato da un portale d'accesso sormontato da un timpano arcuato sostenuto da due colonne; invece, nella parte superiore si apre una profonda loggia formata da tre arcate a tutto sesto, oltre la quale è impostato il frontone modanato.